# 翁祖泽
翁祖泽（1941年1月—），上海人，毕业于哈尔滨工业大学电机系，九三学社社员，曾任湖南大学校长。翁祖泽是中国电工学会理事、中国电机工程学会理事。前湖南省电工技术学会理事长，湖南省电机工程学会副理事长，九三学社湖南省委副主委，湖南省六届、七届政协常委、省政协文教卫体委副主任，湖南省科协常委。

## 生平
1941年，翁祖泽出生于上海市。
1964年，翁祖泽从哈尔滨工业大学电机系毕业。
翁祖泽在湖南大学教书，1978年，翁祖泽成为湖南大学的一名讲师。
1980年1月，翁祖泽以访问学者身份到加拿大不列颠哥伦比亚大学攻读电力系统动态分析，1982年翁祖泽回国任教。
1983年到1984年，翁祖泽担任湖南大学教研室主任及系副主任。1984年9月，翁祖泽升职为湖南大学校长助理，1985年12月，翁祖泽晋升为湖南大学的副教授、副校长。1988年6月，翁祖泽晋升为教授。1987年12月，翁祖泽出任湖南大学校长，1993年7月任期满。
1989年12月，翁祖泽加入九三学社。